# ونگینیسری
ونگینیسری (به انگلیسی: Venginissery) یک روستا در هند است که در Thrissur district واقع شده‌است.

## خصوصیات
ونگینیسری ۵٬۶۴۷ نفر جمعیت دارد.